# Міканово
Міканово (пол. Mikanowo) — село в Польщі, у гміні Любане Влоцлавського повіту Куявсько-Поморського воєводства.
Населення — 618 осіб (2011).
У 1975-1998 роках село належало до Влоцлавського воєводства.

## Демографія
Демографічна структура станом на 31 березня 2011 року:
|          | Загалом | Допрацездатний вік | Працездатний вік | Постпрацездатний вік |
| -------- | ------- | ------------------ | ---------------- | -------------------- |
| Чоловіки | 294     | 67                 | 200              | 27                   |
| Жінки    | 324     | 70                 | 183              | 71                   |
| Разом    | 618     | 137                | 383              | 98                   |